# Ybbs an der Donau

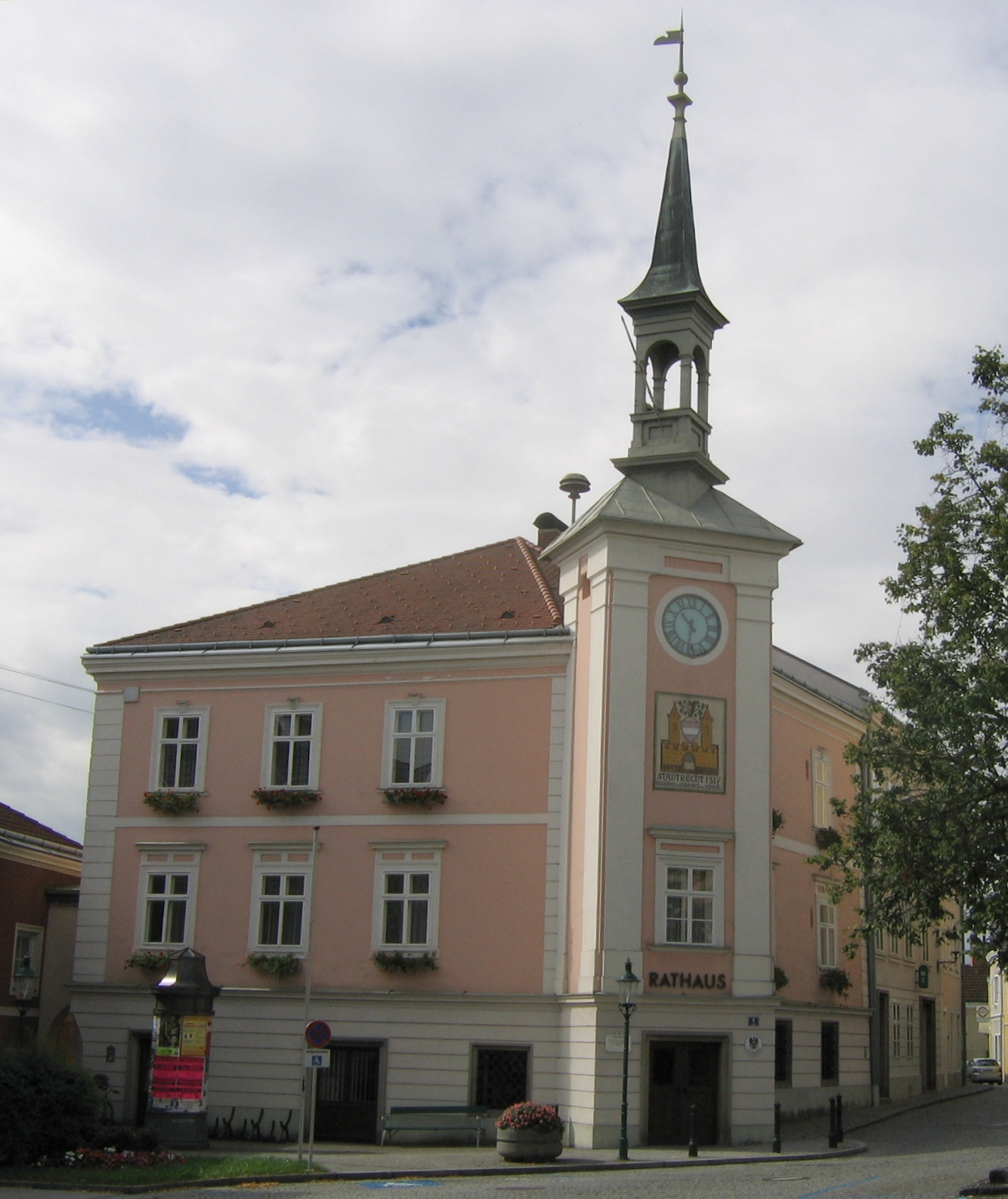
Ybbs (primăria)

Ybbs an der Donau este un oraș în Austria Inferioară (Niederösterreich).

## Politică

### Componența Consiliului
- SPÖ 16 (-3)
- ÖVP 9 (+1)
- FPÖ 3 (+2)
- Grüne 1 (±0)

## Personalități
Aici a urmat școala primară Alfred Gusenbauer, cancelar federal anterior Austriei.